# Đura Jakšić
Georgije "Đura" Jakšić (Srpska Crnja, 27. srpnja 1832.  - Beograd, 16. studenoga 1878.), srpski slikar, pjesnik, dramski pisac i učitelj.

## Životopis
Rođen je 1832. godine u Srpskoj Crnji, u Banatu, u svećeničkoj obitelji. Otac ga upisuje u trgovačku školu iz koje bježi tri puta i na kraju upisuje nižu gimnaziju u Segedinu. Poslije završene osnovne škole u Srpskoj Crnji i niže gimnazije u Segedinu (danas Mađarska), odlazi u Temišvar (danas Rumunjska) učiti slikati. Uoči revolucionarne 1848. godine bio je student umjetničke akademije u Pešti, ali je zbog revolucionarnih događaja morao ju napustiti. Vrativši se u rodni kraj produžio je učenje slikarstva u Bečkereku kod Konstantina Danila čuvenog slikara tog doba, tražeći vlastiti umjetnički izraz i produbljujući svoja znanja, pa i njemačkog jezika.
U revoluciji 1849. godine, iako šesnaestogodišnjak, sudjeluje kao dobrovoljac. Kada se revolucija završila porazom, napisao je: „Ah, zašta ginusmo i stradasmo – a šta dobismo!” Ubrzo ga neimaština prisiljava prihvatiti razne poslove. Tih godina često mijenja mjesta boravka, odlazi u Beograd, ali se vrlo brzo upućuje u Beč nastaviti studirati slikarstvo. U Beču se kreće u umjetničkim krugovima s Brankom Radičevićem i Đurom Daničićem. Njegovi poetski prvijenci ugledali su svjetlost dana u Serbskom letopisu 1853. godine. Besparica ga primorava da se vrati kući, ali ubrzo zatim odlazi na Akademiju finih umjetnosti u München.
Krajem 1855. godine nastanio se u Kikindi i živio od slikarstva. Piše i pjesme i tiska ih u Sedmici pod pseudonimom Teorin. U Novi Sad prelazi 1856. godine, potaknut povratkom prijatelja s kojima se družio u Beču. Po povratku sa slikarskih studija, živi u Banatu do 1856.
Od 1857. prelazi u Srbiju, gdje ostaje sve do smrti. U Srbiji radi kao seoski učitelj (u Podgorcu, Sumrakovcu, Sabanti, Rači kod Kragujevca i Požarevcu, u kome se i oženio) i kao gimnazijski učitelj crtanja (u Kragujevcu, Beogradu i Jagodini).
Stalno je živio u oskudici, i teško je izdržavao svoju brojnu obitelj. Pritisnut obiteljskim obavezama i dugovima, sklon boemiji, bolestan, Đura Jakšić se potucao kroz život. Razočaran u ljude i život, nalazio je utjehu u umjetničkom stvaranju, pjesničkom i slikarskom. Bio je nježan, iskren prijatelj, ali u mračnim raspoloženjima razdražljiv. Njegova bolna i plahovita lirika vjeran je izraz njegove intimne osobnosti, tragične i boemske.
Obolio od tuberkuloze, u dugovima, gonjen je i otpuštan (1871.) iz državne službe. Uz pomoć Stojana Novakovića dobiva posao u Državnoj tiskari 1872. godine.
Smrt ga je zatekla na položaju korektora Državne tiskare u Beogradu 16. studenog 1878. godine (po julijanskom kalendaru). Sahranjen je na Novom groblju u Beogradu.

## Književni rad
Napisao je oko 40 pripovijedaka, tri drame u stihu: Stanoje Glavaš, Seoba Srbalja i Jelisaveta. Ostavio je nezavršen povijesni roman Ratnici o srpsko-turskom ratu 1876. – 1878.
Jakšić je stvarao lirsku, epsku i dramsku poeziju. Svoje lirske pjesme objavljuje skoro po svima srpskim časopisima. Za života je objavio zbirku svoje lirike Pesme
bio je pametan
Najznačajnije epske pjesme su: Bratoubica, Nevesta, Pivljanina Baja, Barjaktarovići, Mučenica i Pričest.
Napisao je i tri drame u stihu: Seoba Srbalja, Jelisaveta i Stanoje Glavaš. Njegov rad na drami je dvostruko obilniji nego na lirici i epici.
Jakšić je jedan od najranijih i najplodnijih srpskih pripovjedača. Najviše je pisao u prozi: oko četrdeset pripovijetki i skica, od kojih nekoliko nedovršenih.
Od drama, umjetnički je najuspjelija Jelisaveta kneginja crnogorska, pisana u duhu šekspirovske dramaturgije, s namjerom da se na povijesnoj osnovi prikaže i jedna politička drama, tako važna za cjelokupnu srpsku povijest, a vezana za vladarevu ženu, porijeklom strankinju. Mnogo sukoba, strasti, mržnje, oblikuju dramatičan odnos među junacima, i zbog toga je logično što dva glavna junaka, Jelisaveta i Radoš Orlović, na kraju tonu u ludilo.
Najmanje je radio na lirici, pa ipak, Đura Jakšić je stvorio izvjestan broj pjesama od trajne i klasične vrijednosti. Neke od njih, kao Na Liparu, Mila, Koga da ljubim, Put u Gornjak, Kroz ponoć nemu, spadaju u najbolje stihove srpske poezije.

## Vanjske poveznice
- Informacije o njegovom grobu
- Arhivirana inačica izvorne stranice od 4. rujna 2014. (Wayback Machine) Životopis Đure Jakšića sr